# Los Angeles Lakers 1975-1976
La stagione 1975-76 dei Los Angeles Lakers fu la 27ª nella NBA per la franchigia.
I Los Angeles Lakers arrivarono quarti nella Pacific Division della Western Conference con un record di 40-42, non qualificandosi per i play-off.

## Roster
| N° | Naz.                   | Ruolo | Sportivo            | Anno | Alt. | Peso |
| -- | ---------------------- | ----- | ------------------- | ---- | ---- | ---- |
| 10 | Stati Uniti (bandiera) | A     | Corky Calhoun       | 1950 | 201  | 95   |
| 11 | Stati Uniti (bandiera) | AC    | Jim McDaniels       | 1948 | 211  | 103  |
| 12 | Stati Uniti (bandiera) | GA    | Pat Riley           | 1945 | 193  | 93   |
| 15 | Stati Uniti (bandiera) | G     | John Roche          | 1949 | 191  | 77   |
| 15 | Stati Uniti (bandiera) | G     | Ron Williams        | 1944 | 191  | 85   |
| 20 | Stati Uniti (bandiera) | G     | Donnie Freeman      | 1944 | 191  | 84   |
| 21 | Stati Uniti (bandiera) | AC    | Cliff Meely         | 1947 | 203  | 98   |
| 21 | Stati Uniti (bandiera) | C     | Walt Wesley         | 1945 | 211  | 100  |
| 23 | Stati Uniti (bandiera) | G     | Stu Lantz           | 1946 | 191  | 79   |
| 24 | Stati Uniti (bandiera) | AC    | Kermit Washington   | 1951 | 203  | 104  |
| 25 | Stati Uniti (bandiera) | G     | Gail Goodrich       | 1943 | 185  | 77   |
| 30 | Stati Uniti (bandiera) | AC    | Cornell Warner      | 1948 | 206  | 100  |
| 32 | Stati Uniti (bandiera) | GA    | Cazzie Russell      | 1944 | 196  | 99   |
| 33 | Stati Uniti (bandiera) | C     | Kareem Abdul-Jabbar | 1947 | 218  | 102  |
| 35 | Stati Uniti (bandiera) | A     | Don Ford            | 1952 | 206  | 98   |
| 41 | Stati Uniti (bandiera) | AC    | C.J. Kupec          | 1953 | 198  | 100  |
| 42 | Stati Uniti (bandiera) | G     | Lucius Allen        | 1947 | 188  | 79   |

## Staff tecnico
- Allenatore: Bill Sharman
- Vice-allenatori: Larry Creger (fino al 4 gennaio), John Barnhill (dal 4 gennaio)